# Элам, Нора
Нора Элам (англ. Norah Elam, также известная как Нора Дакр Фокс, урождённая Нора Доэрти, 1878—1961) — известная суфражистка и феминистка. Обрела печальную славу как сторонница фашистского движения в Великобритании.

## Биография
Родилась в Дублине, Ирландия, в семье Джона и Шарлотты Доэрти. Переехала с семьёй в Англию и к 1891 году. Проживала в Лондоне. В 1909 году вышла замуж за Чарльза Ричарда Дакре Фокса.

## Политическая деятельность
Нора стала весьма известна в Англии как член Социально-политического союза женщин. В этом движении сумела занять высший пост — генерального секретаря. С мая по июль 1914 года её трижды задерживали и сажали в тюрьму Холлоуэй за «террористические акты». Она даже сумела получить медаль «за доблесть».
В 1918 году Нора Элам стала независимым кандидатом в Ричмонде (Суррей) на выборах в парламент. Однако проиграла эти выборы. В том же году провела кампанию за интернирование граждан враждебных государств.
Элам утверждала, что является одним из основателей Лондонского и провинциального анти-вивисекционного общества (LPAVS). Документальных свидетельств этого не найдено, но известно, что она была активным членом этого движения с момента его создания 1900 году.
В 1930-х годах она опубликовала под эгидой LPAVS две брошюры: «MRC: что это такое и как это работает», а также «Обзор витаминов». Эти труды в итоге оказались во всех публичные библиотеках страны.
К началу 1930-х годов она рассталась со своим мужем. Её новым избранников стал Эдвард Деску Дадли Валланс Элам, чью фамилию она и взяла. Супруги жили в Суссексе, где превратились в активных членов местного отделения Консервативной партии.
Однако вскоре Элам с Эдвардом перешли в Британский союз фашистов (BUF) Освальда Мосли. Это произошло почти сразу после его создания в 1932 году.
Элам оказалась влиятельной фигурой в женской секции. Здесь она познакомилась с Уилфредом Рисдоном, директором пропаганды, который позднее стал её коллегой в LPAVS.
Элама стала известным автором фашистской прессы. В 1937 году её выдвинули в качестве кандидата от БУФ в округе Нортгемптон. Однако из-за войны выборы так и не состоялись. Мосли активно спекулировал суфражистским прошлым Норы Элам, чтобы отвергнуть обвинения в антифеминизме национал-социализма. По его словам её кандидатура «навсегда убила версию, будто национал-социализм стремиться сделать женщин только домохозяйками». В 1940 году Нора и Дадли Элам были арестованы на основании законов обороны.
Поклонницу фашизма интернировали в тюрьму Холлоуэй. Вместе с ней здесь оказались ещё несколько сторонниц Адольфа Гитлера, включая Диану Мосли.

## Семья
Элама родила единственного сын, Эвелина (род. 1922). Её внучка Анджела МакФерсон рассказала в документальном фильме для Би-би-си, что до 2002 года она понятия не имела о той роли, которую бабушка сыграла в движении британского фашизма. Анджела знала только, что Элам была известной суфражисткой. Новая страница в жизни бабушки открылась гораздо позднее. В результате Анджела публично отреклась от взглядов своей родственницы.